# Hysterura vacillans
Hysterura vacillans är en fjärilsart som beskrevs av Louis Beethoven Prout 1940. Hysterura vacillans ingår i släktet Hysterura och familjen mätare. Inga underarter finns listade i Catalogue of Life.